# Emma Navarro
Emma Navarro (født 18. maj 2001 i New York City, USA) er en professionel kvindelig tennisspiller fra USA.